# Lužany pri Topli
Lužany pri Topli (bis 1948 slowakisch „Lužany“; ungarisch Long) ist eine Gemeinde im Nordosten der Slowakei mit 247 Einwohnern (Stand 31. Dezember 2024), die im Okres Svidník, einem Kreis des Prešovský kraj sowie in der traditionellen Landschaft Šariš liegt.

## Geographie
Die Gemeinde befindet sich im südwestlichen Teil des Berglands Ondavská vrchovina in den Niederen Beskiden, im Tal der Topľa auf einer rechtsseitigen Flurterrasse. Das Ortszentrum liegt auf einer Höhe von 185 m n.m. und ist vier Kilometer von Giraltovce sowie 33 Kilometer von Svidník entfernt.
Nachbargemeinden sind Kalnište im Westen und Norden, Brezov im Nordosten, Giraltovce im Osten und Südosten und Lúčka im Süden.

## Geschichte
Lužany pri Topli entstand um die Mitte des 14. Jahrhunderts in der Herrschaft von Chmeľovec nach deutschem Recht und wurde zum ersten Mal 1370 als Longh schriftlich erwähnt. Weitere historische Bezeichnungen sind unter anderen Lono beziehungsweise Lussan (1427), Luzany (1773) und Lužany (1808). Ab 1370 war das Dorf Besitz des Geschlechts Aba aus Drienov, zwischen dem 16. und 18. Jahrhundert war es Besitz der Familie Semsey und anderer. 1427 wurden 21 Porta verzeichnet.
1789 hatte die Ortschaft 30 Häuser und 213 Einwohner, 1828 zählte man 32 Häuser und 244 Einwohner (darunter zahlreiche Untermieter), die als Landwirte beschäftigt waren. Im Lauf des 19. Jahrhunderts wanderten Einwohner in beträchtlichem Maße aus.
Bis 1918 gehörte der im Komitat Sáros liegende Ort zum Königreich Ungarn und kam danach zur Tschechoslowakei beziehungsweise heute Slowakei. Nach dem Zweiten Weltkrieg pendelte ein Teil der Einwohner zur Arbeit in Industriebetrieben nach Bardejov, Giraltovce, Svidník und Košice, andere arbeiteten in landwirtschaftlichen Genossenschaften.

## Bevölkerung
| Jahr                | 1994 | 2004    | 2014    | 2024    |
| ------------------- | ---- | ------- | ------- | ------- |
| Anzahl der Personen | 248  | 259     | 261     | 247     |
| Unterschied         |      | +4,43 % | +0,77 % | −5,36 % |

| Jahr                | 2023 | 2024    |
| ------------------- | ---- | ------- |
| Anzahl der Personen | 255  | 247     |
| Unterschied         |      | −3,13 % |

Gemäß der Volkszählung 2011 wohnten in Lužany pri Topli 261 Einwohner, davon 257 Slowaken und ein Tscheche. Drei Einwohner machten keine Angabe zur Ethnie.
186 Einwohner bekannten sich zur Evangelischen Kirche A. B., 64 Einwohner zur römisch-katholischen Kirche, sechs Einwohner zur griechisch-katholischen Kirche und ein Einwohner zur orthodoxen Kirche. Ein Einwohner war konfessionslos und bei drei Einwohnern wurde die Konfession nicht ermittelt.

## Verkehr
Nach Lužany pri Topli führt nur eine Lokalstraße als Abzweig der Cesta III. triedy 3557 („Straße 3. Ordnung“) zwischen Kračúnovce (Anschluss an die Cesta I. triedy 21 („Straße 1. Ordnung“)) und Kalnište.